# Christopher Williams (astronauta)
Christopher Leigh Williams (New York, 23 ottobre 1983) è un astronauta statunitense.
Nel 2021 venne selezionato dalla NASA come astronauta del Gruppo 23. Iniziò l'addestramento astronautico di base al Johnson Space Center (JSC) nel gennaio 2022 e lo concluse nel marzo 2024. Il 3 aprile 2025 venne ufficialmente assegnato alla missione Sojuz MS-28 (Expedition 74) a bordo della Stazione spaziale internazionale con partenza prevista per novembre 2025.

## Biografia

### Istruzione e carriera accademica
Williams si diplomò alla scuola superiore Montgomery Blair di Silver Spring nel Maryland nel 2001. Conseguì una laurea in fisica presso l'Università di Stanford nel 2005 e il dottorato in fisica al MIT nel 2012, dove si concentrò sull'astrofisica. Il suo lavoro di dottorato al MIT era focalizzato sullo sviluppo di strumentazione per radiotelescopi e di tecniche di elaborazione dati per la cosmologia. Fece parte del team che costruì il Murchison Widefield Array, un radiotelescopio a bassa frequenza situato nell'Australia occidentale, progettato per studiare l'epoca di reionizzazione dell'universo primordiale.
Durante le scuole superiori e l'università, lavorò presso l'U.S. Naval Research Laboratory, studiando le supernove con il radiotelescopio Very Large Array. Successivamente completò la formazione di specializzazione con il programma di tirocinio dei fisici medici di Harvard nel 2015. È un fisico medico certificato, avendo svolto la propria formazione clinica alla Harvard Medical School di Boston prima di entrare a far parte della facoltà come fisico clinico e ricercatore. Al momento della sua selezione come astronauta, Williams era assistente professore alla Harvard Medical School e fisico medico presso il Dipartimento di oncologia radioterapica dell'ospedale Brigham and Women's e del Dana-Farber Cancer Institute, dove era fisico responsabile del programma di radioterapia adattativa guidata dalla risonanza magnetica. La sua ricerca era incentrata sullo sviluppo di nuove tecniche di guida per immagini applicate ai trattamenti oncologici. Svolse anche attività come tecnico medico di emergenza e vigile del fuoco volontario.

### Carriera come astronauta
Williams venne selezionato come candidato astronauta del Gruppo 23 degli astronauti NASA il 6 dicembre 2021, iniziando l'addestramento astronautico di base al Johnson Space Center (JSC) nel gennaio 2022. Il 5 marzo 2024 completò l'addestramento e venne qualificato come astronauta, ricevendo la spilla argentata di astronauta.

#### Sojuz MS-28 (Expedition 74)
Il 3 aprile 2025 venne ufficialmente assegnato alla missione Sojuz MS-28 (Expedition 74) della durata di otto mesi a bordo della Stazione spaziale internazionale con partenza prevista per novembre 2025.